# Hugh Plaxton
Hugh John Plaxton (ur. 16 maja 1904 w Barrie, zm. 1 grudnia 1982 w Mississauga) – kanadyjski hokeista, złoty medalista zimowych igrzysk olimpijskich w Sankt Moritz. W sezonie 1932/1933 grał w National Hockey League w zespole Montreal Maroons.
Jego brat Herbert i kuzyn Roger również byli hokeistami, mistrzami olimpijskimi z 1928.